# Mützingenta

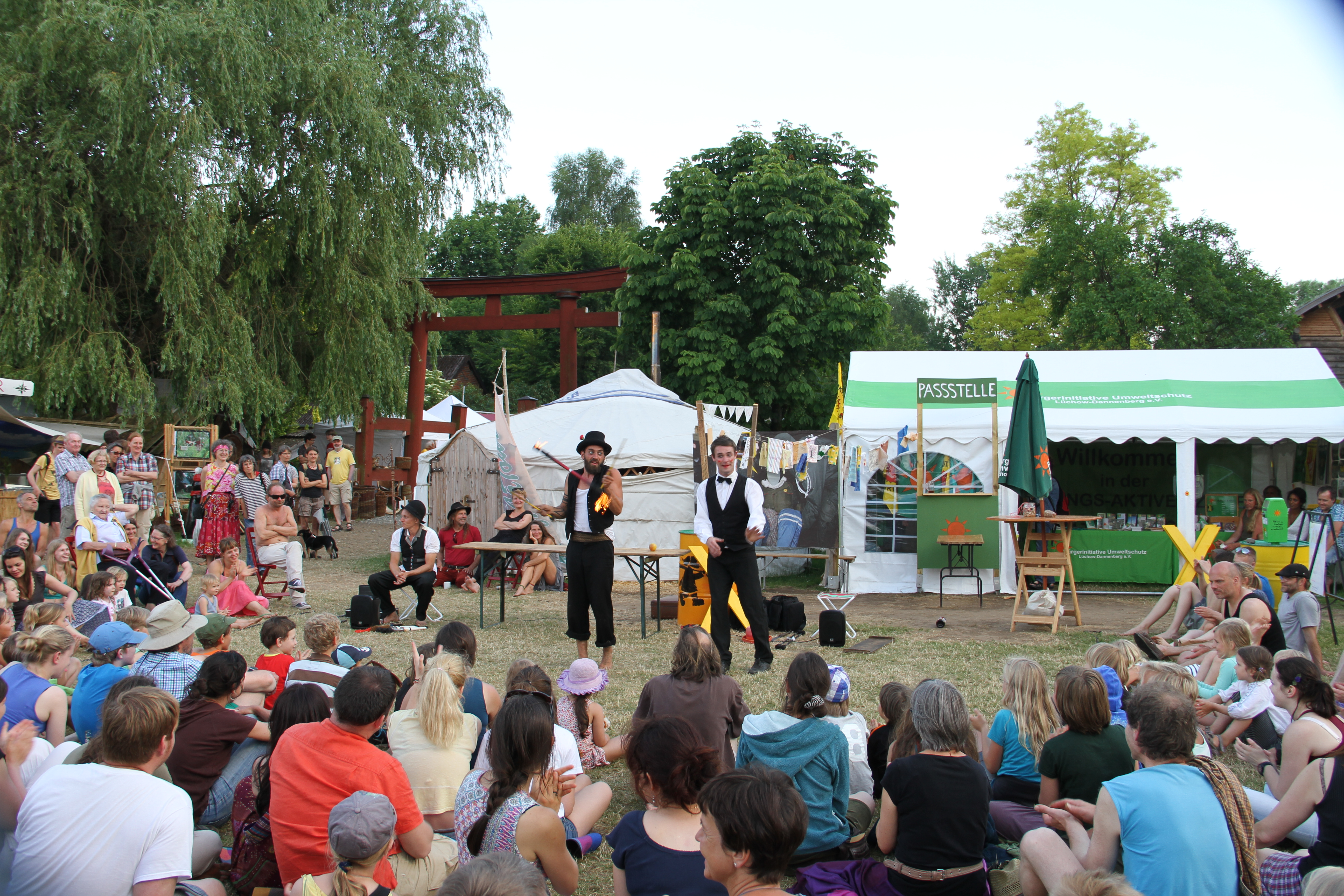
Kleinkunstvorführung, im Hintergrund ein Zelt der Bürgerinitiative Umweltschutz Lüchow-Dannenberg

Die Mützingenta Kunst – Kunsthandwerk – Kultur ist ein jährlich stattfindendes Kulturfestival in Mützingen (Ortsteil von Zernien im Landkreis Lüchow-Dannenberg) im Wendland. Das Festival war ursprünglich Bestandteil der Kulturellen Landpartie – Wunderpunkte im Wendland und ist seit 2010 eigenständig.

## Beschreibung
Meist zwischen Christi Himmelfahrt und Pfingsten findet das „Fest der Sinne“ auf dem Gelände der alten Ziegelei in Mützingen statt. Neben einer ständigen Kunsthandwerksausstellung wird allabendlich ein Kulturprogramm geboten. 2008 beschloss die Betreiberin Rossi Schoppe sich nicht mehr als Teil der KLP zu vermarkten, da es sowohl finanzielle wie auch inhaltliche Differenzen zwischen den Veranstaltern gab. Die Mützingenta nimmt für sich in Anspruch, ein politisches Festival zu sein, und es gibt Informationen zu den Themen Atompolitik, Atommülllager Gorleben und alternativen Stromanbietern, sowie Stände der Bürgerinitiative Umweltschutz Lüchow-Dannenberg sowie des Anti-Atom-Netzwerks contrAtom. 
Bekannt ist die Mützingenta auch für ihr reichhaltiges kulinarisches Angebot. Neben dem Festivalgelände gibt es mehrere Campingmöglichkeiten.

## Alte Ziegelei
Das Gebäude der alten Ziegelei wurde von der Künstlerin Rosi Schoppe umgebaut und zu einer Art Begegnungszentrum erweitert. Schoppe organisiert Angebote auf dem Platz. Sie versteht ihr Anliegen als Mischung zwischen politischer und „spiritueller“ Arbeit.